# Politieke partij
Een politieke partij is een organisatie die erop gericht is door deelname aan verkiezingen invloed te verkrijgen op overheidsbeleid in een bepaald geografisch gebied. Vaak gaat het hier om verkiezingen van het nationale parlement, maar er kunnen ook partijen zijn die alleen lokaal, regionaal of Europees deelnemen aan verkiezingen.
Een politieke partij wordt gevormd door mensen die het eens zijn over een aantal politieke beginselen, alhoewel er maar weinig partijen zijn waar alle leden het over alle beginselen eens zijn.
Hoewel het tegenwoordig vaak wel het geval is, zijn politieke partijen geen voorwaarde voor het functioneren van een parlementaire stelsel. Waar de parlementsleden eerder onafhankelijk werkten en zich verenigden in informele allianties en kiesverenigingen, ontstonden pas daarna meerdere grote politieke partijen.
In veel democratische landen, zo ook in België en Nederland, is het gebruikelijk dat personen die politieke functies vervullen, lid zijn van een politieke partij. Maar dit is niet altijd het geval.
In dictaturen en eenpartijstaten heeft de leidende politieke partij een andere functie dan in een democratie, In die gevallen is er slechts een partij die veel invloed heeft terwijl een politieke oppositie meestal ontbreekt of ondergronds opereert.

## Begripsgeschiedenis

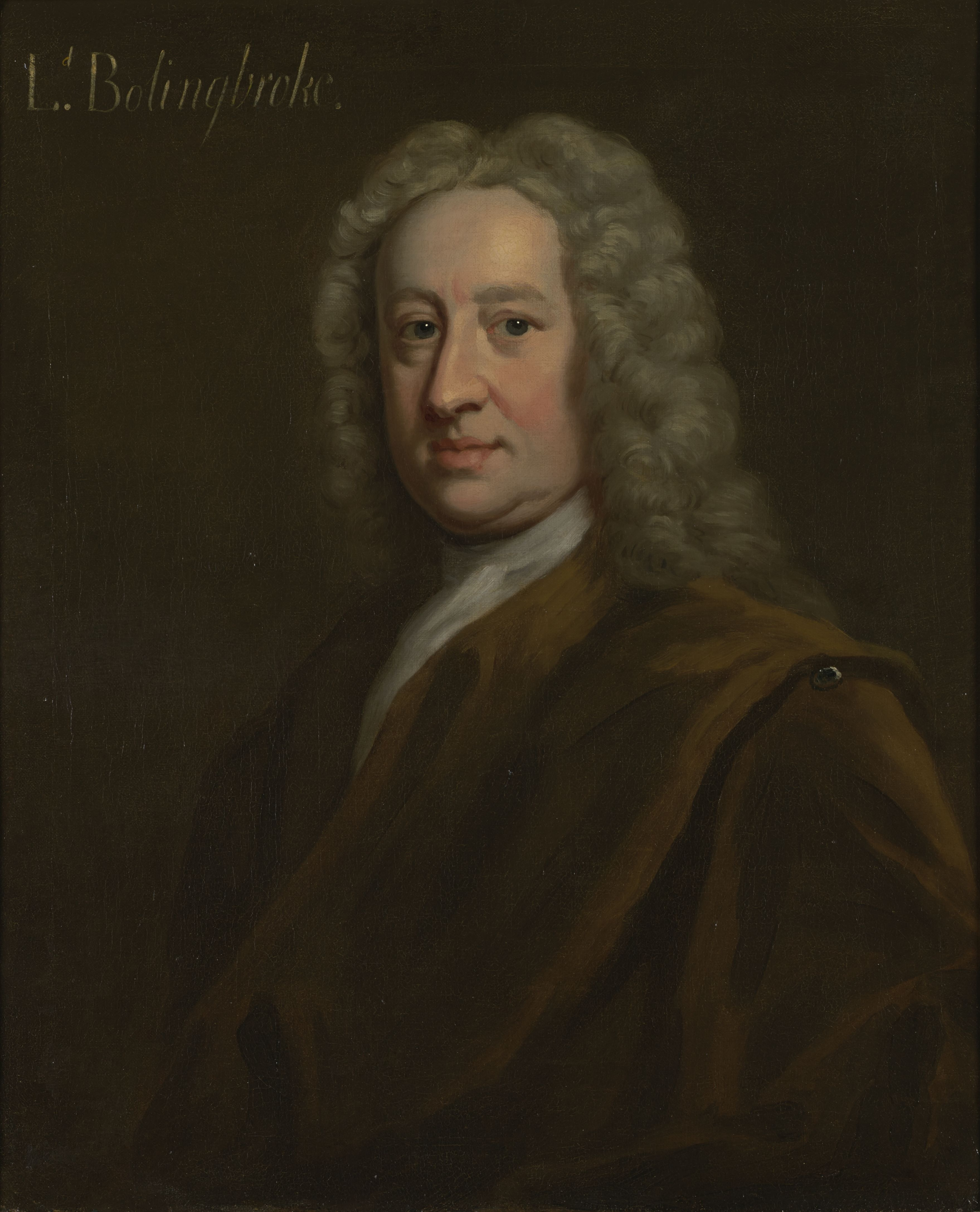
Henry St. John, 1e Viscount Bolingbroke (1678-1751)

Hoewel historici soms spreken over de "partijen" in de klassieke oudheid, middeleeuwen of vroegmoderne tijd, waren dit naar hedendaagse begrippen geen partijen maar facties. Het onderscheid tussen deze twee typen groeperingen werd gemaakt door de Engelse parlementariër Bolingbroke (vroege 18e eeuw), voor wie een factie een bepaald deelbelang, maar een partij het nationaal belang diende.
Bolingbroke vond nog dat partijen tijdelijke groeperingen moesten zijn, bedoeld om wanbestuur door koning of regering recht te zetten. Het idee van een permanente politieke partij gaat terug op Edmund Burke (tweede helft 18e eeuw), die verder het criterium van het dienen van een nationaal belang (c.q. een visie daarop) overnam van Bolingbroke.
De conservatief Burke stond vrijwel alleen in zijn positieve opvatting over partijen en partijvorming. Volgelingen van de andere twee grote stromingen van zijn tijd, de liberalen en de radicaaldemocraten, wantrouwden politieke organisatie. De liberalen waren bang voor partijen omdat deze weleens de stem van de (arme) meerderheid zouden gaan vertolken, tegen de belangen van de (vermogende) minderheid in. De liberale staatsgeleerden ontwierpen daarom constituties met speciale regelingen (zoals de Amerikaanse checks and balances) om partij- en meerderheidsvorming zo moeilijk mogelijk te maken. Voor de radicaaldemocraten gold het omgekeerde bezwaar: zij waren juist bang dat partijen de eenheid van het volk in de weg zouden zitten en de "volkswil" zouden versplinteren.
Het duurde nog tot midden 19e eeuw voordat partijen ontstonden die aan de betekenis van Burke voldeden. De eerste kwamen op in het Verenigd Koninkrijk, waar de Tories en Whigs rond die tijd tot partijvorming overgingen. Beide waren op dat moment al lang bestaande stromingen. In Nederland duurde het tot 1879 tot de eerste partij werd opgericht, de ARP (aldus Tromp, die de SDB niet meetelt omdat deze niet van plan was aan verkiezingen mee te doen).

## Functies van politieke partijen
Volgens veel politicologen vervullen politieke partijen een zeer belangrijke rol in moderne representatieve democratieën. Politieke partijen hebben een belangrijke functie bij verkiezingen en in het formuleren en implementeren van overheidsbeleid.
Tijdens verkiezingen mobiliseren politieke partijen burgers om deel te nemen aan het democratische proces. Ze mobiliseren kiezers om op te komen bij de verkiezingen en leden en sympathisanten om deel te nemen aan de verkiezingscampagne. Door in verschillende campagnes heldere en consistente posities in te nemen, kunnen politieke partijen het makkelijker maken voor kiezers om standpunten in te nemen over politieke vraagstukken en een keuze te maken bij verkiezingen: ze kunnen de partij volgen die het altijd voor hun belang opneemt. Daarnaast voorzien politieke partijen kiezers van informatie over politieke vraagstukken. Ze brengen bepaalde vraagstukken onder de aandacht van de kiezers en proberen ze over te halen bepaalde standpunten in te nemen.
Voor verkiezingen stellen politieke partijen de kandidaten en het verkiezingsprogramma vast. Zo hebben zij een zeer belangrijke rol in het bepalen van het politieke leiderschap van een gebied. In bijna alle hedendaagse democratieën zijn de belangrijke politici lid van een politieke partij. Naast het selecteren van politieke leiders hebben partijen een belangrijke rol in het socialiseren en opleiden van politieke leiders. Veel politici hebben een achtergrond in de interne partijorganisatie van een partij, zoals in een politieke jongerenorganisatie. Politieke partijen geven een stem aan de politieke belangen van de groepen die ze vertegenwoordigen. Politieke partijen verschillen van belangengroepen, die ook een stem geven aan bepaalde belangen in dat zij in hun verkiezingsprogramma verschillende belangen samen. One-issuepartijen richtten zich juist op een belang en verschillen zo sterk van andere partijen.
Na de verkiezingen proberen politieke partijen hun verkiezingsprogramma's te vertalen in beleid. Zo hebben zij een belangrijke rol in het vaststellen van de beleidsdoelen van de overheid. Dit doen ze door een regering te vormen, die bij haar voorstellen kan rekenen op een meerderheid van het parlement. Als een partij eenmaal een meerderheid heeft in het parlement, dan kan zij een eenpartijregering vormen. Zijn er meerdere partijen nodig voor een politieke meerderheid, dan kan er een coalitie gevormd worden of een minderheidskabinet. Naast de partijen die deelnemen aan het kabinet, zijn er bijna altijd partijen die de oppositie vormen. Zij kunnen zo alternatieven bieden voor en kritiek geven op de beleidsvoornemens van het kabinet. Door in fractieverband, met fractiediscipline en fractiespecialisten, samen te werken kunnen parlementariërs het wetgevende proces efficiënter maken. Omdat ministers bijna altijd partijpolitici zijn, kunnen partijen controle uitoefenen op de manier waarop overheidsbeleid geïmplementeerd wordt. Politieke partijen worden zo politiek verantwoordelijk voor het gevoerde beleid. Dan kunnen vervolgens bij de volgende verkiezingen die partijen die de regering hebben gevormd, door de kiezers afgerekend of beloond worden op het gevoerde beleid.
Deze functies zijn allemaal ideaaltypisch en partijen zijn in verschillende mate in staat om deze functies daadwerkelijk uit te voeren.

## Partijorganisatie
Een politieke partij valt uiteen in verschillende delen: de buitenparlementaire organisatie en de vertegenwoordigers in raden en besturen. Op verschillende niveaus kan deze structuur weer terugkeren.
De buitenparlementaire organisatie van partij bestaat uit de leden van een partij en de organisatiestructuur die is ingesteld om aan besluitvorming vorm te geven. Vaak wordt een partij bestuurd door een partijbestuur, voorgezeten in door een partijvoorzitter. In veel politieke partijen is het partijcongres het belangrijkste besluitvormend orgaan dat bijvoorbeeld verkiezingsprogramma's vaststelt. Soms heeft een partij een partijraad die de leden van de partij tussen partijcongressen door vertegenwoordigt. Tot de buitenparlementaire organisatie van een partij hoort ook de politieke jongerenorganisatie van een partij, waarin de jongeren van een partij gevormd worden en het wetenschappelijk bureau of studiedienst, die beleidsvoornemens van een partij wetenschappelijk onderbouwt.
Als een politieke partij in een vertegenwoordigend orgaan zetels heeft, vormt zij een fractie. Deze fractie wordt geleid door de fractievoorzitter. Een partij kan daarnaast ook leden hebben in het besturende orgaan, bv. het kabinet. Samen vormen de fractie en het smaldeel in het bestuur de politieke top van een partij.
Deze structuur kan terugkeren op verschillende bestuurslagen: zo hebben veel partijen partijafdelingen op regionaal en lokaal niveau en hebben zij daar weer lokale fracties, een afdelingsbestuur en een besluitvormend orgaan, vaak algemene ledenvergadering geheten. Op Europees niveau zijn veel partijen georganiseerd in een Europese politieke partij, met een gerelateerde Europese fractie.
Het politiek leiderschap van een partij kan verschillende zwaartepunten hebben: in sommige politieke partijen valt dit samen met de leider van de regering, in andere met een andere ministers, in weer anderen is de fractievoorzitter in het nationale parlement de politiek leider maar soms valt deze functie juist bij de partijvoorzitter.
Communistische partijen zijn op democratisch centralistische wijze georganiseerd. Dit houdt in dat de belangrijkste besluiten op het hoogste niveau genomen worden: in het politbureau. Het politbureau werd benoemd uit het Centraal Comité, dat op zijn beurt verkozen was uit het partijcongres.
In het geval van one-issuepartijen hebben buitenparlementaire organisaties en activiteiten vaak veel invloed op de ontwikkelingen binnen de partij. Deze politiek activistische partijen en bewegingen zijn vaak nauw verweven met maatschappelijke organisaties zoals belangenorganisaties en actiegroepen.

## Juridische status
De juridische status van partijen verschilt van land tot land. In Nederland wordt de term "politieke partij" niet gebruikt in de grondwet of de Kieswet. In juridische zin kan elke vereniging met volledige rechtsbevoegdheid als politieke partij fungeren. Meestal zijn politieke partijen verenigingen waarin de besluitvorming en het beleid op een democratische manier vormgegeven wordt, maar in de praktijk kan een politieke partij ook een beweging zijn waarin een leider of leidster de politieke koers en het partijbeleid op een autocratische wijze bepaalt.
De Kieswet schrijft voor dat politieke partijen een kandidatenlijst moeten indienen om mee te kunnen doen bij een verkiezing. Politieke partijen zijn rechtspersonen naar privaatrecht. De interne organisatie is privaatrechtelijk van aard. De activiteiten openbaren zich evenwel in het publiekrechtelijke domein. De wet financiering politieke partijen spreekt wel over politieke partijen.
In België hoeven politieke partijen géén rechtspersoonlijkheid te hebben. Kieslijsten worden formeel ingediend door groeperingen van burgers. In de praktijk zal een politieke partij wel een vereniging zonder winstoogmerk oprichten om een bepaald onderdeel van haar werking te organiseren.

## Programma's, gedachtegoed en partijfamilies
Voor veel politieke partijen is het gedachtegoed van een partij belangrijk. Dit valt vaak uiteen in de politieke principes, vastgelegd in een beginselprogramma, en de concrete beleidsvoorstellen, vastgelegd in verkiezingsprogramma's. Bij de functies van een politieke partij om belangen een stem te geven, belangen te verenigen, het bieden van keuzes aan burgers en het sturen van overheidsbeleid is dit gedachtegoed zeer belangrijk.
De mate waarin partijen de nadruk leggen op hun beginselen, dan wel op hun beleidsvoornemens onderscheid beginselpartijen en programpartijen. Beginselpartijen leggen de nadruk op het getuigen van hun principes en programpartijen op het realiseren van hun verkiezingsprogramma.
Partijen uit verschillende landen met hetzelfde gedachtegoed worden vaak ingedeeld in "familles spirituelles" of partijfamilies. De voornaamste partijfamilies zijn:
1. Liberale partijen
2. Conservatieve partijen
3. Socialistische en sociaaldemocratische partijen
4. Christendemocratische partijen
5. Communistische partijen
6. Boerenpartijen
7. Regionalistische of separatistische partijen
8. Radicaal-rechtse partijen
9. Groene partijen

## Lijsten, kandidaten en fracties
De manier waarop politieke partijen kandidaten stellen voor verkiezingen verschilt van land tot land en is afhankelijk van het kiesstelsel.
In landen met evenredige vertegenwoordiging, zoals Nederland en België stellen partijen (verschillende) kandidatenlijsten vast. Deze worden vastgesteld op het partijcongres of juist op regionale algemene ledenvergaderingen. Hierop staan de kandidaten voor het nationale parlement, maar ook vaak op onverkiesbare plaatsen prominente lijstduwers. Aan het hoofd van de lijst, staat de lijsttrekker, in Nederland, vaak de politiek leider. Om hun kansen te vergroten zetels in het parlement te krijgen is het mogelijk, in sommige kiesstelsels om lijstverbindingen aan te gaan of kartellijsten te vormen.
In landen met een districtenstelsel, zoals het Verenigd Koninkrijk en de Verenigde Staten stelt vaak de lokale afdeling vast wie er kandidaat is. In het Verenigd Koninkrijk ligt deze functie bij het lokale partijbestuur, in de Verenigde Staten kunnen kiezers vaak in voorverkiezingen of open vergaderingen bepalen wie er kandidaat zal zijn.
Na de verkiezingen vormen de gekozenen van een lijst (vaak) een fractie. Soms maken parlementariërs zich los van hun eigen fractie om een eigen fractie te vormen of sluiten ze zich aan bij de fractie van een andere partij. Tussendoor kunnen parlementariërs het parlement verlaten om bv. minister te worden. In landen met een evenredig kiesstelsel worden ze opgevolgd door de volgende van de lijst. In landen met een districtenstelsel is er vaak een speciale verkiezing nodig om de opvolging te bepalen of wordt er iemand tijdelijk benoemd.

## Classificatie
Een veel gebruikte typologie van politieke partijen in parlementaire stelsels gaat terug op het werk van Duverger en onderscheidt drie typen met de volgende kenmerken.
- Een elite- of kaderpartij is een partij van en voor de elite, georganiseerd langs persoonlijke lijnen. Voornaamste doel is het verdelen van privileges onder de aanhang.
- Een massapartij is een ideologisch geïnspireerde partij die zich richt op het vestigen of gebruiken van algemeen kiesrecht om de belangen van de massa (de arbeidersklasse, de 'kleyne luyden') te behartigen. De partijleiding legt verantwoording af aan de achterban.
- Een volkspartij of catch-all-partij is het dominante type in de Verenigde Staten en Groot-Brittannië, waar tweepartijenstelsels bestaan. De volkspartij is een verwant verschijnsel in continentaal Europa. Partij die het 'algemeen belang' dient en daarmee een minder duidelijk ideologisch profiel heeft dan de massapartij. De aanhang dient ter promotie van de partij en haar leiding; verantwoording is sterk verminderd. Bij gebrek aan een natuurlijke achterban concurreren volkspartijen om de gunst van de kiezer.

De drie partijtypen worden gezien als een historische opeenvolging langs dialectische lijnen: ieder type partij bevat inherente beperkingen die de organisatie van het volgende type noodzakelijk maakt. De liberale elitepartijen waren dominant in het negentiende-eeuwse stelsel van censuskiesrecht maar verloren hun gepriviligieerde positie door de uitbreiding van het kiesrecht die ze zelf mede mogelijk maakten. Deze uitbreiding riep vanaf het einde van de eeuw de (vooral socialistische) massapartijen in het leven. De volkspartij begon, midden twintigste eeuw, als een imitatie van de massapartij door de oude elitepartijen, waarna de massapartijen zelf zich genoodzaakt zagen dit effectieve organisatiemodel over te nemen (hoewel het verlies van 'ideologische bagage' electoraal succes ook in de weg kan staan).
Aan de drie types voegden Katz en Mair een vierde toe, de kartelpartij (niet te verwarren met het Belgisch begrip kartel), waarvan zij de opkomst in de jaren 70 plaatsten. Dit partijtype is gekenmerkt door de vorming van een samenzwering tussen partijen, gericht op het voortbestaan van het politieke bestel en de staatsraison in plaats van het dienen van het electoraat of het verwezenlijken van ideologische principes. Andere kenmerken zijn financiering door overheidssubsidies in plaats van betalende leden en een professionele, bestuurlijke houding ten aanzien van de politiek. Katz en Mair formuleerden hun stelling over de opkomst van de kartelpartij in de jaren 90, reagerend op de toen gangbare stelling dat politieke partijen aan invloed verloren. Het begrip kartelpartij is echter controversiëler gebleken dan de andere types; voornaamste criticus was Koole, die het begrip niet helder afgebakend vond en de empirische onderbouwing van Katz en Mair niet overtuigend achtte.

## Partijenstelsel
Politicologen hebben de verschillende stelsel van politieke partijen in verschillende landen vergeleken en zijn gekomen tot verschillende classificaties van het partijenstelsel. De meest simpele classificatie kijkt naar het aantal partijen en maakt een onderscheid tussen:
- Een-partijenstelsels, waar er maar één partij in het nationale parlement vertegenwoordigd is, zoals de meeste communistische staten en dictaturen.
- Twee-partijenstelsels, waar er twee partijen in het nationale parlement vertegenwoordigd zijn, zoals in de Verenigde Staten.
- Meerpartijenstelsels, waar er meer dan twee partijen in het nationale parlement vertegenwoordigd zijn, zoals in veel West-Europese landen, bv. in België en Nederland.

Sommige auteurs leggen de nadruk op de relatieve grootte van partijen en kunnen zo een onderscheid maken tussen dominante partijenstelsels, waarin een partij veel groter is dan alle andere partijen, zoals in Zweden, en bv. twee-en-een-halve partijenstelsels, waarin er twee grotere partijen zijn en een veel kleinere zoals jarenlang in het Verenigd Koninkrijk en de Bondsrepubliek Duitsland.
Andere politicologen leggen de nadruk op de manier waarop politieke partijen met elkaar omgaan als een belangrijk kenmerk van het partijenstelsel:
- Zijn partijen geneigd om met elkaar samen te werken of juist conflict op te zoeken?[23]
- Is er een beperkt aantal partijen dat altijd met elkaar regeringen vormt en de andere partijen uitsluit?[20][24]
- Richten partijen zich bij verkiezingen op hun eigen betrouwbare basis van kiezers of streven ze er juist naar om nieuwe kiezers te overtuigen?[20][23]

Op basis hiervan ontwikkelden zij vele ideaaltypen, zoals, bijvoorbeeld gesegmenteerd pluralisme: een partijenstelsel waar wel veel partijen zijn maar deze zijn allemaal georiënteerd naar hun eigen maatschappelijke groepering en zijn sterk georiënteerd op onderlinge samenwerking. Deze dragen zo bij aan een stabiel politiek stelsel, zoals in Nederland en België, tijdens de verzuiling. En gepolariseerd pluralisme: een partijenstelsel waar er veel partijen zijn die scherp tegenover elkaar staan en steeds extremere posities in nemen. Deze dragen zo bij aan politieke instabiliteit zoals in de Weimarrepubliek en Italië na de Tweede Wereldoorlog.
Grote veranderingen in de grootte van bepaalde partijen, maar ook in de manier waarop partijen met elkaar om gaan, wordt partijsysteemverandering genoemd. De opkomst van de Lijst Pim Fortuyn, bijvoorbeeld, bij de Tweede Kamerverkiezingen van 2002 was zo ingrijpend voor de politieke verhoudingen dat dit een partijsysteemverandering genoemd wordt.

## Financiering

### Nederland
De Wet van 7 maart 2013, houdende regels inzake de subsidiëring en het toezicht op de financiën van politieke partijen (Wet financiering politieke partijen) regelt de subsidiëring en het toezicht op de financiën van politieke partijen.
Deze bepaalt dat een bijdrage aan de partij van meer dan € 1000 moet worden geregistreerd en aan de overheid gerapporteerd. Deze maakt bijdragen vanaf € 4500 openbaar'
Verder regelt deze wet subsidiëring door de Rijksoverheid. (De Wet subsidiëring politieke partijen is ingetrokken.) Voorwaarde is dat de politieke partij minstens 1000 leden heeft (de Partij voor de Vrijheid voldoet hier niet aan). Een politieke partij kan één politieke jongerenorganisatie aanduiden en met deze jongerenorganisatie een schriftelijke overeenkomst tot subsidieverlening sluiten. Een politieke jongerenorganisatie kan slechts door één politieke partij worden aangeduid. Een politieke partij kan één politiek-wetenschappelijk instituut aanduiden en met dit instituut een schriftelijke overeenkomst tot subsidieverlening sluiten. Een politiek-wetenschappelijk instituut kan slechts door één politieke partij worden aangeduid.
De wet bepaalt dat een politieke partij die wegens discriminatie wordt veroordeeld tijdelijk geen subsidie krijgt. Ook op grond van andere wetten kan de subsidie geweigerd of gestopt worden, zie ook Vrouwenstandpunt van de Staatkundig Gereformeerde Partij.

### België
België is een van de landen met de hoogste partijsubsidiëring van overheidswege: de politieke partijen worden voor ongeveer 75% gefinancierd door de overheid. Deze dotaties werden in 1989 ingevoerd in de nasleep van het Agustaschandaal met de wet-Dhoore, of voluit de wet van 4 juli 1989 betreffende de beperking en de controle van de verkiezingsuitgaven voor de verkiezingen van de Kamer van volksvertegenwoordigers, de financiering en de open boekhouding van de politieke partijen.
Nog voor deze wet waren er reeds fractietoelagen, die de kosten van de politieke fracties in het parlement moesten dekken. De facto worden deze echter ook behandeld als partijsubsidiëring. De meeste verkozen raden, van Senaat tot provincieraad en zelfs gemeenteraden, voorzien fractietoelagen. Wat dotaties betreft hebben, in aanvulling van de federale dotaties, het Waals Parlement en vervolgens het Vlaams Parlement (in 2001) ook dotaties in hun reglement ingevoerd.
Fractietoelagen worden verdeeld op basis van het aantal leden in de fractie; meestal is er echter een minimumaantal leden nodig om een fractie te kunnen vormen (vijf in de Kamer, drie in het Vlaams Parlement). De kleinste partijen vallen hier dus meestal buiten. Dotaties daarentegen worden bepaald op basis van het stemmenaantal in de verkiezingen: de federale dotaties zijn echter enkel voor de partijen met minstens één lid in de Kamer van Volksvertegenwoordigers, de Vlaamse dotaties zijn beperkt tot fracties van minstens vijf leden.
Ten gevolge van de opkomst van het Vlaams Blok in de jaren 1990 werd jarenlang de discussie gevoerd of de dotatie van deze partij al dan niet moest worden ingehouden. De wet-Dhoore werd zelfs aangepast zodat elke partij de Universele Verklaring van de Rechten van de Mens moest onderschrijven en werd een gerechtelijke procedure ingevoerd om partijdotaties te kunnen afnemen.

## Verwijzingen
1. 1 2 3  Ware, A. (1996) Political Parties and Party Systems
2. ↑  Sjöblom, G. (1968) Party strategies in a multiparty systems
3. ↑  Burke, E. (1770) Thoughts on the Cause of the Present Discontent
4. 1 2 3 4 5 6 7 8 9 10 11 12 13 14 15  Dalton en Wattenberg 2000 Parties without Partisans. Political Change in Advanced Industrial Democracies
5. 1 2   Bart Tromp (1993). De wetenschap der politiek: verkenningen. DSWO Press.
6. ↑  Schattschneider, E.E. (1942) Party Government
7. 1 2 3  Klingemann, H.D. R.I. Hofferbert, and I. Budge (1994) Parties, Policies and Democracy
8. ↑  V.O Key (1964) Politics, Parties, and Pressure Groups
9. ↑  Rosenstone en Hansen (1993) Mobilization, participation, and American democracy
10. ↑  Dahl, R. "Political oppositions in Western democracies"
11. ↑  Budge, I and H. Keman (1990) Party and Democracy: Testing a Theory of Formation, Functioning, and Termination of Governments in 20 Democracies
12. 1 2  Zolang zij voldoen aan de regels van dit orgaan wat betreft bv. grootte.
13. 1 2  
Wet financiering politieke partijen - wettekst op overheid.nl
14. ↑  Wet financiering politieke partijen - publicatie in het Staatsblad van het Koninkrijk der Nederlanden
15. ↑  Wet financiering politieke partijen - behandeling in de Eerste Kamer der Staten-Generaal
16. ↑  Koole, R. (1996) "Het belang van beginselpartijen" in Het Jaarboek voor Democratisch Socialisme
17. 1 2  Von Beyme, K. 1984 Parteien in Westlichen Demokratieen
18. 1 2  R. S. Katz en P. Mair (1995). Changing models of party organization and party democracy: The emergence of the cartel party. Party Politics 1(1), pp. 5-28.
19. 1 2 3  W. Maas (2001). Catch-all parties. Reader's Guide to the Social Sciences, Fitzroy Dearborn, pp. 167-168.
20. 1 2 3 4 5  Mair, P. (1997) Party system change: approaches and interpretations
21. ↑  Duverger, M. (1954) Political parties: their organization and activity in the modern state
22. ↑  Blondel, J. (1968) "Types of Party System" in Mair, P. (1990) The West European party system
23. 1 2 3  Sartori, G. (1976) "A Typology of Party Systems" in Mair, P. (1990) The West European party system
24. ↑  Daalder, H. (1983) Western European party systems: continuity & change
25. ↑  Pellikaan, H., S.L. de Lange and T. van der Meer (2007) “Fortuyn’s Legacy: Party System Change in the Netherlands” in Comparative European Politics 5
26. ↑  Wet van 4 juli 1989 betreffende de beperking en de controle van de verkiezingsuitgaven voor de verkiezingen van de Kamer van volksvertegenwoordigers, de financiering en de open boekhouding van de politieke partijen